# Fourneville
Fourneville ist eine französische Gemeinde mit 478 Einwohnern (Stand: 1. Januar 2022) im Département Calvados in der Region Normandie. Sie gehört zum Arrondissement Lisieux und zum Kanton Honfleur-Deauville. Die Einwohner werden Fournevillais genannt.

## Geografie
Fourneville liegt etwa 18 Kilometer südsüdöstlich von Le Havre. Umgeben wird Fourneville von den Nachbargemeinden Gonneville-sur-Honfleur im Norden, Genneville im Nordosten und Osten, Le Theil-en-Auge im Osten und Südosten sowie Saint-Gatien-des-Bois im Süden und Westen.

## Bevölkerungsentwicklung
| Jahr                       | 1962 | 1968 | 1975 | 1982 | 1990 | 1999 | 2006 | 2019 |
| Einwohner                  | 228  | 264  | 238  | 291  | 343  | 351  | 455  | 484  |
| Quellen: Cassini und INSEE |      |      |      |      |      |      |      |      |

## Sehenswürdigkeiten
- Kirche Saint-Pierre aus dem 12. Jahrhundert